# Bubista
Pedro Leitão Brito (Isla de Boa Vista, Cabo Verde, 6 de enero de 1970), más conocido como Bubista, es un exjugador y entrenador de fútbol caboverdiano. Actualmente dirige a la selección de Cabo Verde.

## Carrera como jugador
Bubista, apodado así en honor a la isla de Boa Vista, recién debutó en 1995 jugando en el Badajoz en apenas 2 partidos.Pasó gran parte de la temporada 1996-97 sin club antes de fichar por el Aviação, donde tuvo más protagonismo. Con el equipo angoleño, fue campeón del Girabola en 2002. Luego, tuvo una breve etapa en el Estoril y jugó finalmente en el Falcões do Norte entre 2003 y 2006, cuando se retiró.

## Carrera como entrenador
Entre 2007 y 2013, Bubista fue entrenador asistente de la selección de Cabo Verde. Su primera experiencia como entrenador llegó en el 2012, cuando asumió el cargo en el Mindelense. También entrenó al Académica do Mindelo, Sporting da Praia y Batuque.
En enero de 2020, fue anunciado como nuevo entrenador de selección de Cabo Verde, en sustitución de Janito Carvalho.En marzo de 2021, obtuvo la clasificación a la Copa Africana de Naciones luego de derrotar a Mozambique por 1-0.En el certamen africano, avanzó a los octavos de final como uno de los mejores terceros de la fase de grupos.No obstante, cayó en dicha instancia ante Senegal por 2-0.
Unos meses más tarde, el combinado africano disputaría la segunda ronda de la clasificación para el Mundial de Fútbol 2022, aunque no clasificaría a la última instancia luego de empatar ante Nigeria por 1-1 en la última jornada.En junio de 2023, logró clasificar a la Copa Africana de Naciones con una fecha de anticipación, tras derrotar a Burkina Faso por 3-1.

## Clubes

### Como jugador
| Club             | País       | Año       |
| ---------------- | ---------- | --------- |
| C.D. Badajoz     | España     | 1995-1996 |
| Aviação          | Angola     | 1997-2002 |
| Estoril          | Portugal   | 2002-2003 |
| Falcões do Norte | Cabo Verde | 2003-2006 |

### Como entrenador
| Club                    | País       | Año            |
| ----------------------- | ---------- | -------------- |
| Mindelense              | Cabo Verde | 2012-2013      |
| Académica do Mindelo    | Cabo Verde | 2015           |
| Sporting da Praia       | Cabo Verde | 2015-2016      |
| Académica do Mindelo    | Cabo Verde | 2017           |
| Batuque                 | Cabo Verde | 2018-2019      |
| Selección de Cabo Verde | Cabo Verde | 2020- presente |

## Palmarés

### Como jugador

#### Campeonatos nacionales
| Título   | Club    | País   | Año  |
| -------- | ------- | ------ | ---- |
| Girabola | Aviação | Angola | 2002 |

### Como entrenador

#### Campeonatos regionales
| Título                             | Club       | País       | Año     |
| ---------------------------------- | ---------- | ---------- | ------- |
| Campeonato regional de São Vicente | Mindelense | Cabo Verde | 2012-13 |

#### Campeonatos nacionales
| Título                  | Club       | País       | Año  |
| ----------------------- | ---------- | ---------- | ---- |
| Campeonato caboverdiano | Mindelense | Cabo Verde | 2013 |